# Nasonovia nivalis
Nasonovia nivalis är en insektsart som först beskrevs av Carl Julius Bernhard Börner 1950.  Nasonovia nivalis ingår i släktet Nasonovia och familjen långrörsbladlöss. Inga underarter finns listade i Catalogue of Life.